# Arturo Albarrán
Arturo Albarrán (* 16. Oktober 1979 in Mexiko-Stadt) ist ein ehemaliger mexikanischer und eingebürgerter salvadorianischer Fußballspieler, der vorwiegend im Mittelfeld agierte.

## Laufbahn
Albarrán begann seine fußballerische Laufbahn im Nachwuchsbereich seines Heimatvereins UNAM Pumas, für den er am 3. Oktober 1999 in einem Heimspiel gegen Santos Laguna (6:0) erstmals in der höchsten mexikanischen Spielklasse zum Einsatz kam. Doch während er in seiner ersten Halbsaison, der Apertura 1999, insgesamt achtmal eingesetzt wurde, reduzierte sich seine Einsatzzeit in der Rückrunde derselben Saison auf drei, während er in der Vorrunde der folgenden Saison 2000/01 seinen einzigen Einsatz beim 2:2 gegen Atlético Celaya am 18. November 2000 absolvierte. 
Seither spielte er nur noch für mexikanische Zweitligavereine sowie Mannschaften in El Salvador. 